# Chariomerus
Chariomerus (altgriechisch Χαϱιόμηϱος Chariomeros) war im 1. Jahrhundert n. Chr. der letzte bekannte König der Cherusker. Er wird einzig bei Cassius Dio, Römische Geschichte 67, 5, 1 genannt.

## Herkunft
Chariomerus war vermutlich der Sohn und Nachfolger des Italicus. Ob Chariomerus ein Abkömmling des Flavus – Bruder des Arminius – war, bleibt unerwiesen. Die in den antiken Quellen auftretenden Familien der cheruskischen Elite ermöglichen es der Forschung, die Namengebung innerhalb der Verwandtschaft zu analysieren. So finden sich bei ihnen Variationen derselben Namenelemente: der Bruder des Inguio-merus etwa hieß Sigi-merus. Der spätere Chariomerus könnte demnach der Urenkel des Sigimerus sein.

## Position
Wie Italicus scheint Chariomerus von Rom gestützt worden und dadurch in Feindschaft zu den benachbarten Chatten geblieben zu sein. Von den Chatten für seine romfreundliche Haltung aus seinem Land verjagt, wandte er sich – da er seine neu erkämpfte Stellung als König der Cherusker nicht halten konnte – an Kaiser Domitian (81–96 n. Chr.) um ein Bündnis, das heißt militärische Unterstützung. Dies wurde ihm nach Roms auch sonst üblicher Praxis verwehrt. Domitian entsandte keine römischen Truppen, sondern Subsidien für den Kampf gegen die Chatten.
Mit Chariomerus erlosch Ende des ersten Jahrhunderts n. Chr. das Königtum der Cherusker.

## Datierung
Eine mögliche Datierung der Ereignisse um Chariomerus nimmt Brian W. Jones vor. Etwa in den Jahren 81 und 82 n. Chr. – so Zsolt Visy – scheint es im unbesetzten Germanien Unruhen gegeben zu haben, die die Legaten dazu veranlassten, ihre Truppen in Bereitschaft zu versetzen. Es ist laut Jones denkbar, dass dies anlässlich der sonst undatierbaren Auseinandersetzungen zwischen den Chatten und den Cheruskern des Chariomerus geschah.

## Namenkundliches
Die sprachliche Form des zweigliedrigen Personennamens lässt sich gut deuten. Germanisch anlautendes h konnte in römischer und romanischer Zeit als Reibelaut wiedergegeben werden. Das Erstglied Chario- lässt sich Hario-/Haria- gleichsetzen, das einem gotischen harjis „Heer“ gliche. In der Form Harigēr ist dieser Name in althochdeutscher Zeit für etwa seit dem 8. Jahrhundert oft bezeugt und auch im Angelsächsischen belegt.
Auch das Zweitglied des Namens -merus weist germanische Entsprechungen im Wortschatz auf: so das gotische *mērs oder das althochdeutsche māri für „berühmt“.